# Sean O'Casey
Seán O'Casey (Dublín; 30 de marzo de 1880 -Torquay, Devon; 18 de septiembre de 1964) fue un dramaturgo irlandés. Comprometido nacionalista y socialista, fue el primer autor teatral irlandés que escribió sobre las clases trabajadoras de Dublín. En su obra destaca el tratamiento piadoso de los personajes femeninos.

## Primeros años
O'Casey nació como John Casey en una casa situada en el número 85 de la calle Dorset, en la zona norte de Dublín. Su padre, Michael Casey, murió tras atragantarse comiendo pescado crudo. La familia pasó por dificultades tras la muerte del padre. Seán tenía mala vista, lo que interfirió con sus estudios. Dejó la escuela a la edad de catorce años y trabajó en diferentes oficios, incluido el de ferroviario. 
En los años 1890, Seán y su hermano mayor, Archie, interpretaban obras de Dion Boucicault y William Shakespeare en el hogar familiar. Seán consiguió un pequeño papel en la obra de Boucicault, The Shaughraun que estaba en cartel en el Mechanics' Theatre, que se levantaba en el lugar que hoy ocupa el Abbey Theatre (Teatro de la Abadía).

## Obra
Su obra más conocida es El arado y las estrellas, que fue estrenada en el Abbey Theatre de Dublín a principios de los años veinte, habiendo escrito también piezas como La sombra de un fusilero y Juno y el pavo real. Aunque algo más tarde, seguía de esta manera el camino iniciado por W. B. Yeats y J. M. Synge entre otros, para crear un teatro puramente irlandés, impregnado de nacionalismo en una época donde la dominación inglesa estaba acabando con la verdadera identidad irlandesa.

## Política
El interés de O'Casey por el nacionalismo irlandés iba en aumento y en 1906 se afilió a la Liga Gaélica y aprendió el idioma irlandés. También aprendió a tocar la gaita irlandesa y fue fundador y secretario de la Banda de Gaitas de St Laurence O'Toole. Se unió a la Hermandad Republicana Irlandesa y se implicó en las actividades de la Irish Transport and General Workers Union, que había fundado Jim Larkin para defender los intereses de los obreros de Dublín. 
En marzo de 1914, se convirtió en secretario general del Ejército Ciudadano Irlandés de Jim Larkin, que pronto dirigiría James Connolly. Dimitió del cargo el 24 de julio de 1914.